# Ортохром

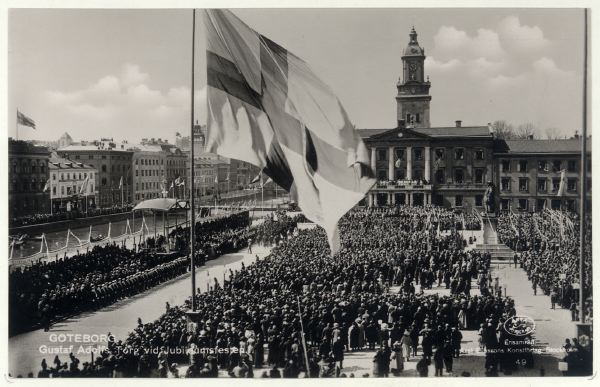
Искажённое отображение цветов шведского флага на ортохроматическом фотоматериале

Ортохром — торговое название чёрно-белых ортохроматических фотоматериалов, обладающих светочувствительностью к сине-фиолетовой и жёлто-зелёной частям видимого спектра, доходящей до излучения с длиной волны 590 нанометров. Название происходит от греческого слова ορτος, то есть «прямой» и обозначает правильное воспроизведение цветов.

## Описание
Естественная чувствительность любых фотоматериалов лежит в коротковолновой области сине-фиолетовой части видимого спектра, а также невидимых ультрафиолетовых лучей. Это объясняется свойствами галогенидов серебра, граница спектральной чувствительности которых проходит в области синих лучей. Возможность получения светочувствительности в противоположном конце спектра появилась только после открытия в 1873 году Германом Фогелем явления оптической сенсибилизации. Первая ортохроматическая желатиносеребряная фотоэмульсия была создана в 1884 году австрийским фотохимиком Йозефом Эдером, который использовал эритрозин для получения добавленной чувствительности к жёлто-зелёным лучам. Результатом стало повышение общей светочувствительности при дневном освещении на 30—40% и более правдоподобное отображение окрашенных предметов. Однако, красный цвет на фотографиях, сделанных на ортохроматических фотоматериалах, всё равно отображался чёрным, в то же время позволяя проводить лабораторную обработку при безопасном красном освещении, неактиничном для эмульсии. Получить равномерную спектральную чувствительность ко всему видимому спектру удалось только на панхроматических фотоматериалах, появившихся в 1906 году после изобретения сенсибилизатора пинацианола. В немом кинематографе, практически до прихода звукового кино для съёмки использовалась ортохроматическая киноплёнка, придающая характерный вид изображению. У современных фотоматериалов такая сенсибилизация характерна для фототехнических плёнок, предназначенных для изготовления фотошаблонов и полиграфии. Изоортохроматические фотоматериалы отличаются от ортохроматических повышенной чувствительностью к зелёному излучению.